# تومونوري تاتهإيش
تومونوري تاتهإيش (باليابانية: 立石 智紀) (مواليد 22 أبريل 1974)، هو لاعب كرة قدم ياباني سابق كان يلعب كحارس مرمى.

## وصلات خارجية
- تومونوري تاتهإيش على موقع رابطة كرة القدم اليابانية للمحترفين (اليابانية)
- تومونوري تاتهإيش على موقع قاعدة بيانات كرة القدم.إي يو (الإنجليزية)
- تومونوري تاتهإيش على موقع Soccerway.com (الإنجليزية)
- تومونوري تاتهإيش على موقع عالم كرة القدم.نت (الإنجليزية)